# Miechang Xiang
Miechang Xiang (kinesiska: 篾厂, 篾厂乡) är en socken i Kina. Den ligger i provinsen Yunnan, i den sydvästra delen av landet, omkring 280 kilometer sydost om provinshuvudstaden Kunming. Antalet invånare är 16 729. Befolkningen består av 7 867 kvinnor och 8 862 män. Barn under 15 år utgör 19,0 %, vuxna 15-64 år 70 %, och äldre över 65 år 9,0 %.
Genomsnittlig årsnederbörd är 2 402 millimeter. Den regnigaste månaden är juli, med i genomsnitt 536 mm nederbörd, och den torraste är februari, med 29 mm nederbörd.